# Antoni Derma
Antoni Derma (ur. 1886, zm. 1967) – polski siłacz, żołnierz artylerii Legionów Polskich.

## Życiorys
Urodził się w 1886 w Krakowie. Przed 1914 był znanym siłaczem w Krakowie. Po wybuchu I wojny światowej wstąpił do oddziałów strzeleckich 3 sierpnia 1914. W szeregach Legionów Polskich był żołnierzem 1 pułku artylerii, początkowo odbywając służbę w warsztatach i komendzie tego pułku, a od 3 stycznia do 21 listopada 1916 w polu. Na początku 1917 przebywał z Legionistami w Czersku. Po kryzysie przysięgowym z lipca 1917 został przeniesiony do Polskiego Korpusu Posiłkowego. Po bitwie pod Rarańczą z połowy lutego 1918 był internowany w Bustyaháza. Pod koniec lat 30. mieszkał w Warszawie. Zmarł w 1967. Został pochowany na Cmentarzu Wojskowym na Powązkach w Warszawie.

## Odznaczenia
- Krzyż Niepodległości (1933)[6]
- Srebrny Krzyż Zasługi (1938)[4]